# Queen Elizabeth II Diamond Jubilee Medal

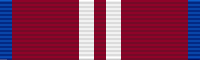
Bandschnalle

Die Queen Elizabeth II Diamond Jubilee Medal (frz. Médaille du jubilé de diamant de la reine Elizabeth II) ist eine Ehrenauszeichnung des Vereinigten Königreiches sowie mehrerer Commonwealth Realms, die im Jahr 2012 als Erinnerung an das diamantene Thronjubiläum von Königin Elisabeth II. verliehen wurde. Es gibt drei Versionen: eine britische, eine kanadische und eine karibische. Die Jubilee Medal wurde während des Jubiläumsjahres an mehrere tausend Empfänger in den Staaten des Commonwealth of Nations verliehen.

## Aussehen und Trageweise
Die kanadische Version wurde durch Cathy Bursey-Sabourin von der Canadian Heraldic Authority entworfen und von der Royal Canadian Mint hergestellt. Auf der Vorderseite der scheibenförmigen Auszeichnung ist ein gekröntes Bildnis der Königin zu sehen, umringt von den Worten ELIZABETH II DEI GRATIA REGINA • CANADA (lat. für „Elisabeth II. Königin von Gottes Gnaden • Kanada“). Auf der Rückseite ist Elisabeths gekröntes königliches Monogramm EIIR auf einem rautenförmigen Schild abgebildet, umgeben von vier Ahornblättern und einem Band mit den Jahreszahlen 1952 und 2012 zur Linken und zur Rechten sowie den Worten VIVAT REGINA („es lebe die Königin“) am unteren Rand.
Die britische Version ist ein Werk des Künstlers Timothy Noad. Sie zeigt auf der Vorderseite das von Ian Rank-Broadley geschaffene Bildnis Elisabeths mit Diadem, umgeben von der Inschrift ELIZABETH II DEI GRATIA REGINA FID DEF („Elisabeth II. Königin von Gottes Gnaden, Verteidigerin des Glaubens“). Die Rückseite besteht aus einem Hexagon mit gekröntem königlichem Monogramm sowie den Jahreszahlen 1952 und 2012.
Die karibische Version ist eine Gemeinschaftsausgabe der acht Staaten Antigua und Barbuda, Bahamas, Barbados, Grenada, Jamaika, St. Kitts und Nevis, St. Lucia und St. Vincent und die Grenadinen. Die Vorderseite zeigt dasselbe Bildnis der Königin wie auf der britischen Medaille, umgeben von den Worten DIAMOND JUBILEE HM QUEEN ELIZABETH II („Diamantenes Jubiläum Ihre Majestät Elisabeth II“). Auf der Rückseite ist das königliche Monogramm abgebildet, mit der Bezeichnung CARIBBEAN REALMS oberhalb und den Jahreszahlen 1952–2012 unterhalb. Die Medaille selbst ist rhodiumbeschichtet.
Getragen wird die Auszeichnung an der linken oberen Brustseite des Beliehenen an einem roten Band mit schmalen blauen Seiten, in dessen Mitte ein breiter weißer senkrechter Mittelbalken eingewebt ist, der wiederum von einem schmalen roten Streifen (karibische Fassung: schwarzer Streifen) durchzogen wird.

## Berechtigung und Verleihung
In Großbritannien und den britischen Überseeterritorien wurden 450.000 Medaillen an die Mitglieder der britischen Streitkräfte verliehen, die länger als fünf Jahre gedient hatten, ebenso an das operative Personal des Her Majesty’s Prison Service sowie an bezahltes und freiwilliges Personal von Notfalldiensten mit mindestens fünf Dienstjahren. Träger des Victoria-Kreuzes und des Georgs-Kreuzes sowie Mitglieder des königlichen Haushalts waren ebenfalls berechtigt. Die Produktionskosten der Medaillen betrugen 8 Millionen Pfund.
Die 60.000 kanadischen Medaillen erhielten in Kanada lebende Personen, die in den letzten sechs Jahrzehnten einen wesentlichen Beitrag für ihre Landsleute, ihre Gemeinschaft oder ihr Land geleistet haben. Sie konnten auch postum verliehen werden, falls der Berechtigte am 6. Februar 2012 (Jahrestag der Thronbesteigung) noch lebte.